# Само (народ)
Само (самоназвание — сану), другие названия: самого, сан, ниниси, — народ, говорящий на языке юго-восточной подгруппы манде (Brooks 1989: 24). Проживает на территории Мали и Буркина-Фасо. Численность по данным на конец 1990-х годов составляла 319 тыс. человек, из них 240 тыс. человек проживало в Буркина Фасо.

## История
Этногенез само связан с экспансией мандинго эпохи древнего государства Мали (XIII—XVI века) и их смешением с автохтонным населением сенуфо и бобо. Включает в себя субэтнические группы матья, сембла и само-гуан в Буркина Фасо и дууни джо в Мали. Говорят на языке само.

## Религия
Значительная часть само — мусульмане-сунниты, большинство придерживается традиционных верований — культа плодородия и сил природы. Распространены пляски и песни в масках под аккомпанемент флейт и барабанов, сопровождающие ритуалы, связанные с культом предков.

## Традиционные хозяйственные занятия
Традиционно занимаются ручным подсечно-огневым земледелием (сорго, просо-фонио, рис, хлопок, арахис, батат, бобовые), животноводством (крупный рогатый скот горбатой породы, козы, овцы, птица), сезонной охотой. Развиты ремёсла — кузнечное, гончарное, ткацкое. Распространены отходничество на плантации в соседние страны.

## Общество
Традиционная семья само большая, патриархальная. Брак патрилокальный. Счёт родства патрилинейный.

## Культура
Культура само сочетает элементы культур народов сенуфо и бобо и других народов мандинго.

### Жилище и быт
Поселения компактные или разбросанные. Жилище прямоугольное, с плоской крышей или круглое, с конической крышей из травы и пальмовых листьев. Характерны группы башнеобразных зернохранилищ. Поселения само были обнесены высокими стенами с несколькими входами. Ворота быль стол малы и низки, что люди должны были пригибаться при входе. Дома имели несколько входов (Klein 2001: 53).
Традиционная женская одежда — яркая несшитая юбка, у мужчин преобладает одежда европейского покроя.
Пища — растительная с маслом карите и острыми соусами.
Музыка — одним из традиционных музыкальных инструментов является свисток. На них играли собравшись в группы. Свисток имел важную музыкальную и ритуальную роль. Представлял собой абстрактную человеческую фигурку завернутую в кожу рептилии. Подобные свистки есть и у народа бобо (Libin 1977—1978: 25).